# Jacques Groeneveld

Jacques Groeneveld

Jacques Bauerman Groeneveld (* 6. Juli 1892 in Bunderhee; † 17. Januar 1983 in Bunde, Landkreis Leer) war ein deutscher Politiker (NSDAP).

## Leben und Wirken
Groeneveld wuchs als Sohn des Landwirtes Cuno Groeneveld  und seiner Frau Adelaide Bauermann zusammen mit seinen zwei jüngeren Schwestern Nanzina und Metje auf einem Bauernhof in Bunderhee auf. Nach dem Besuch der dortigen Dorfschule wechselte er zunächst auf die Lateinschule in Weener und später aufs Gymnasium in Emden. Trotz dieser höheren Schulbildung schloss sich zunächst eine landwirtschaftliche Lehre auf dem elterlichen Hof in Bunderhee an.
Zu Beginn des Ersten Weltkrieges meldete Groeneveld sich als Kriegsfreiwilliger. Von März 1915 bis zum Kriegsende kämpfte er an der Westfront und wurde dafür unter anderem mit dem Eisernen Kreuz II. Klasse und dem Oldenburgischen Friedrich-August-Kreuz II. Klasse ausgezeichnet.
1919 wurde Groeneveld zunächst Mitglied der Deutschnationalen Volkspartei (DNVP). In den folgenden Jahren war er in verschiedenen rechtsgerichteten Gruppierungen in seiner Heimatregion tätig, bevor er dann zum 1. November 1930 der NSDAP beitrat (Mitgliedsnummer 349.394). Groeneveld führte die Bunder Ortsgruppe seit 1931 und trat rasch als der führende Kopf der NSDAP im Rheiderland hervor. Mitte 1932 erhielt Groeneveld vom Gauleiter Carl Röver in Oldenburg den Auftrag, eine nationalsozialistische Zeitung für Ostfriesland ins Leben zu rufen. Die Erstausgabe des NS-Parteiorgans Ostfriesische Tageszeitung erschien unter Groenevelds Leitung am 1. Oktober 1932.
In der Partei wurde er nach der Machtergreifung der Nationalsozialisten 1933 zunächst Gauwirtschaftsberater des Gaus Weser-Ems, später Landesobmann der Landesbauernschaft Hannover und Landesbauernführer der Landesbauernschaft Weser-Ems in Oldenburg. Außerdem war Groeneveld Mitglied des Verwaltungsrates der Reichsnährstands-Verlags GmbH in Berlin. In der SS erreichte Groeneveld im November 1943 den Rang eines SS-Brigadeführers (SS-Nummer 222.053).
Seit 1932 war Groeneveld Mitglied des Preußischen Landtages, dem er bis zur dessen Auflösung im Herbst 1933 angehörte. Anschließend saß er von November 1933 bis zum Ende der NS-Herrschaft im Frühjahr 1945 als Abgeordneter für den Wahlkreis 14 (Weser-Ems) im Reichstag. Seit der Kreistagswahl am 12. März 1933 saß er zudem für die NSDAP im Leeraner Kreistag. Groeneveld gehörte – wie die große Mehrheit der Einwohner des Rheiderlands – der reformierten Kirche an. Er fungierte als stellvertretender Vorsitzender des Landeskirchentags und war Mitglied der Generalsynode der deutschen reformierten Kirche. Als Nationalsozialist stand er im Kirchenkampf auf Seiten der Deutschen Christen.
Im Jahre 1937 wurde Groeneveld zum Leiter des Amts für Agrarpolitik in Oldenburg berufen und leitete dort während des Zweiten Weltkriegs das Landesernährungsamt. Er setzte sich mit großer Überzeugung für die Ideologie des Nationalsozialismus und für die „Erhaltung des Bauerntums“ ein. Zu seinen Tätigkeitsschwerpunkten in Oldenburg zählten Fragen des Erbhofrechts und des Pachtwesen; nebenher befasste er sich mit der nationalsozialistischen Rassenideologie.
Nach dem Krieg wurde Groeneveld von den Alliierten festgenommen. Vom 5. Mai 1945 bis zum 13. Oktober 1947 war er in einem Internierungslager. Im Anschluss wurde ihm wegen seiner Tätigkeit als nationalsozialistischer Politiker jegliche politische Betätigung untersagt. Er zog sich daraufhin als 55-Jähriger aufs Altenteil auf den Hof in Bunderhee zurück, wo er bis zum Tode seiner Frau Gertrud van Lessen im Jahre 1969 lebte. In dieser Zeit befasste er sich mit der Familiengeschichte der Groenevelds und wirkte am hochdeutsch-plattdeutschen Wörterbuch von Otto Buurman mit. Nach dem Tode seiner Frau zog er in den Hauptort der damaligen Samtgemeinde Bunde. Er starb dort am 17. Januar 1983 im Alter von 90 Jahren.